# Еник тип C1
Еник тип C1 (фр. Unic Type C1) је аутомобил произведен 1906. године од стране француског произвођача аутомобила Еник. 